# Classe Ching Chiang
La classe Ching Chiang est une classe de patrouilleur de la Marine de la république de Chine (ROCN).

## Historique
Les navires étaient initialement équipés du missile antinavire Hsiung Feng I, d'un canon antiaérien de 40 mm et d'un canon de 20 mm.
À partir de 2012, la ROCN a commencé à moderniser la classe Ching Chiang pour contrer les capacités croissantes de la République populaire de Chine. Les principales améliorations ont été l'installation de quatre lanceurs de missiles antinavires supersoniques Hsiung Feng III et l'installation du canon naval Otobreda 76 mm à la place du canon de 40 mm sur certains navires.
En 2016, le ROCS Jin Chiang (PGG-610) a accidentellement lancé un missile HF-3 lors d'un exercice à quai. Alors que l'ogive du missile n'était pas armée, le missile a heurté un navire de pêche et a fait des dégâts considérables. Le capitaine du navire a été tué et trois membres d'équipage ont été blessés.
En 2020, un patrouilleur reçoit un équipement de guerre électronique pour brouillé les missions de navires-espions chinois.

## Unités
Base navale de Zuoying :
- PGG-603 Jing Chiang (1994-1er février 2021)[2],[3]
- PGG-605 Dang Chiang (1999-2022)[Note 1]
- PGG-606 Sing Chiang (1999-2023)
- PGG-607 Feng Chiang (1999-2022)
- PGG-608 Tzeng Chiang (1999-2023)
- PGG-609 Kao Chiang
- PGG-610 Jin Chiang (2000)
- PGG-611 Hsiang Chiang
- PGG-612 Tze Chiang (2000-2023)
- PGG-613 Po Chiang
- PGG-615 Chang Chiang[Note 1]
- PGG-616 Chu Chian

## Galerie

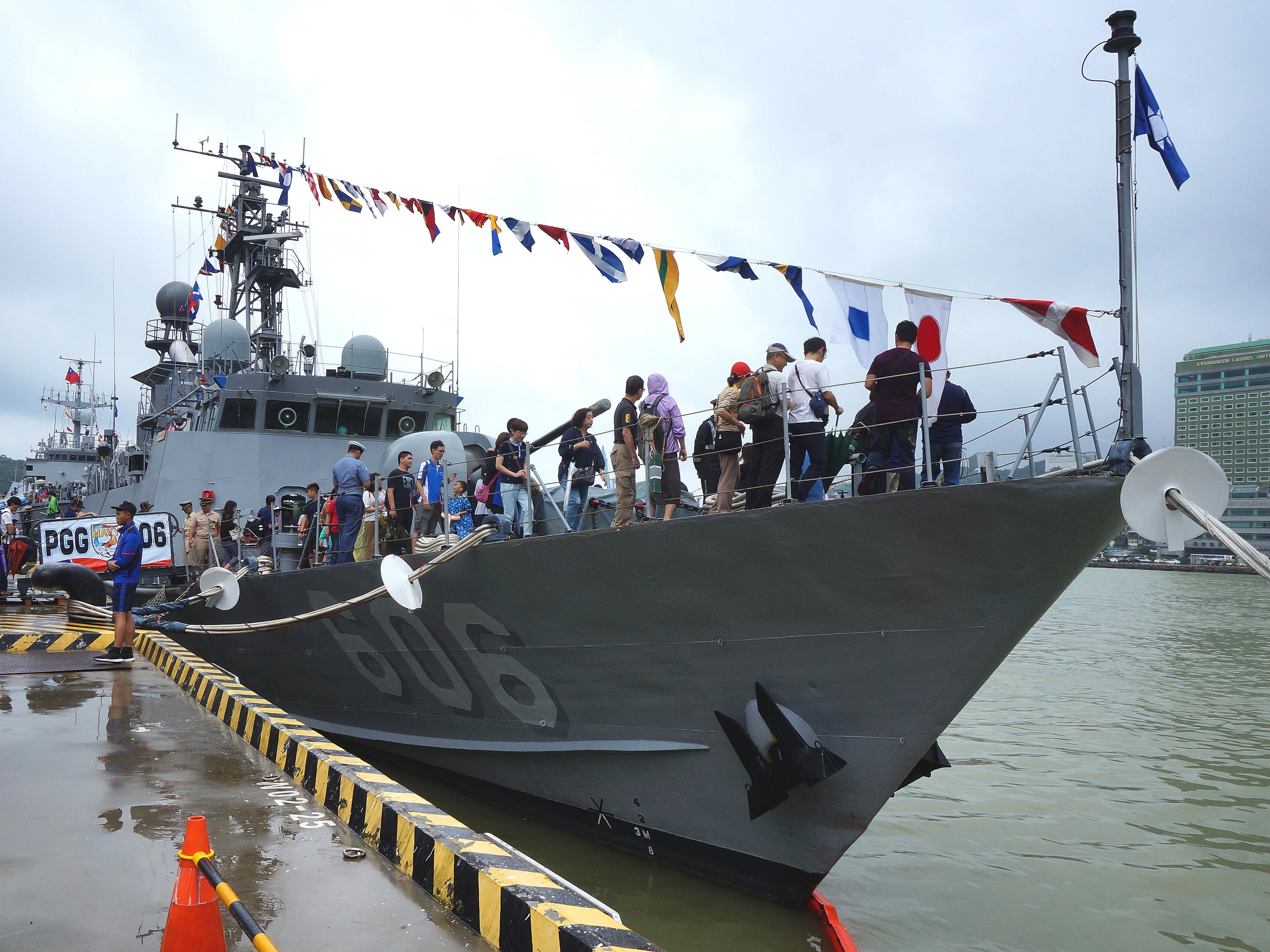
PGG-606
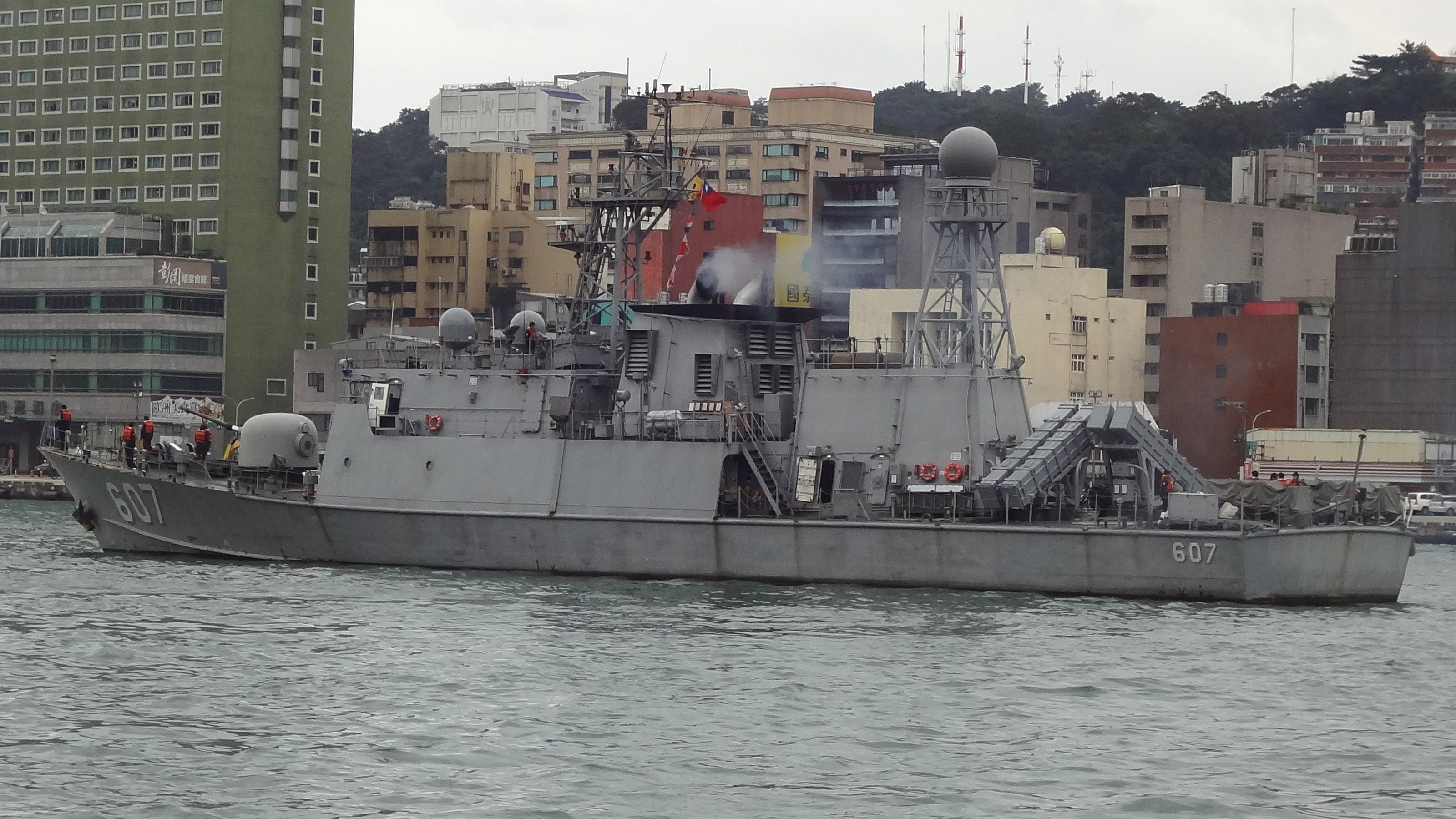
PGG-607
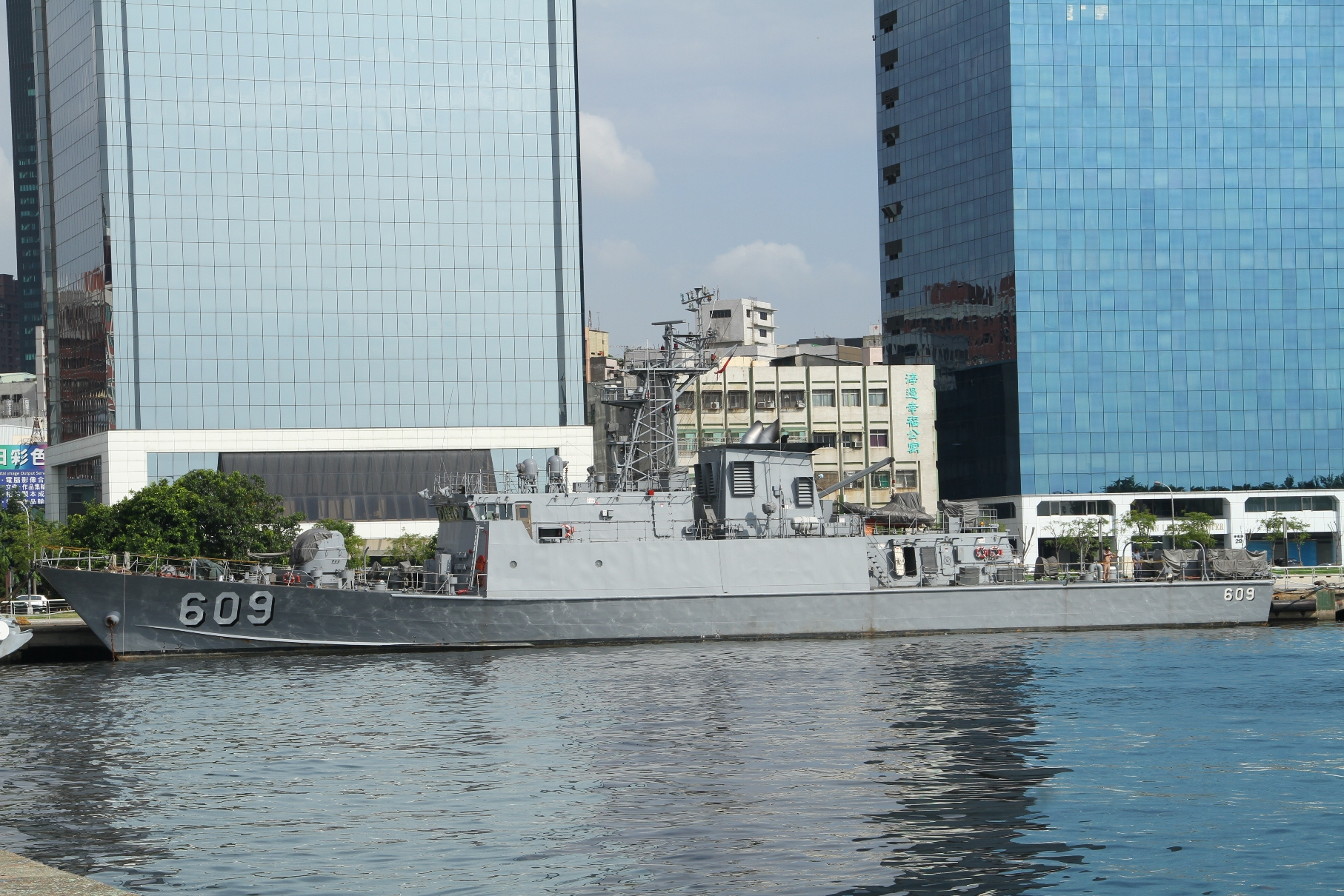
PGG-609